# Értéktár program

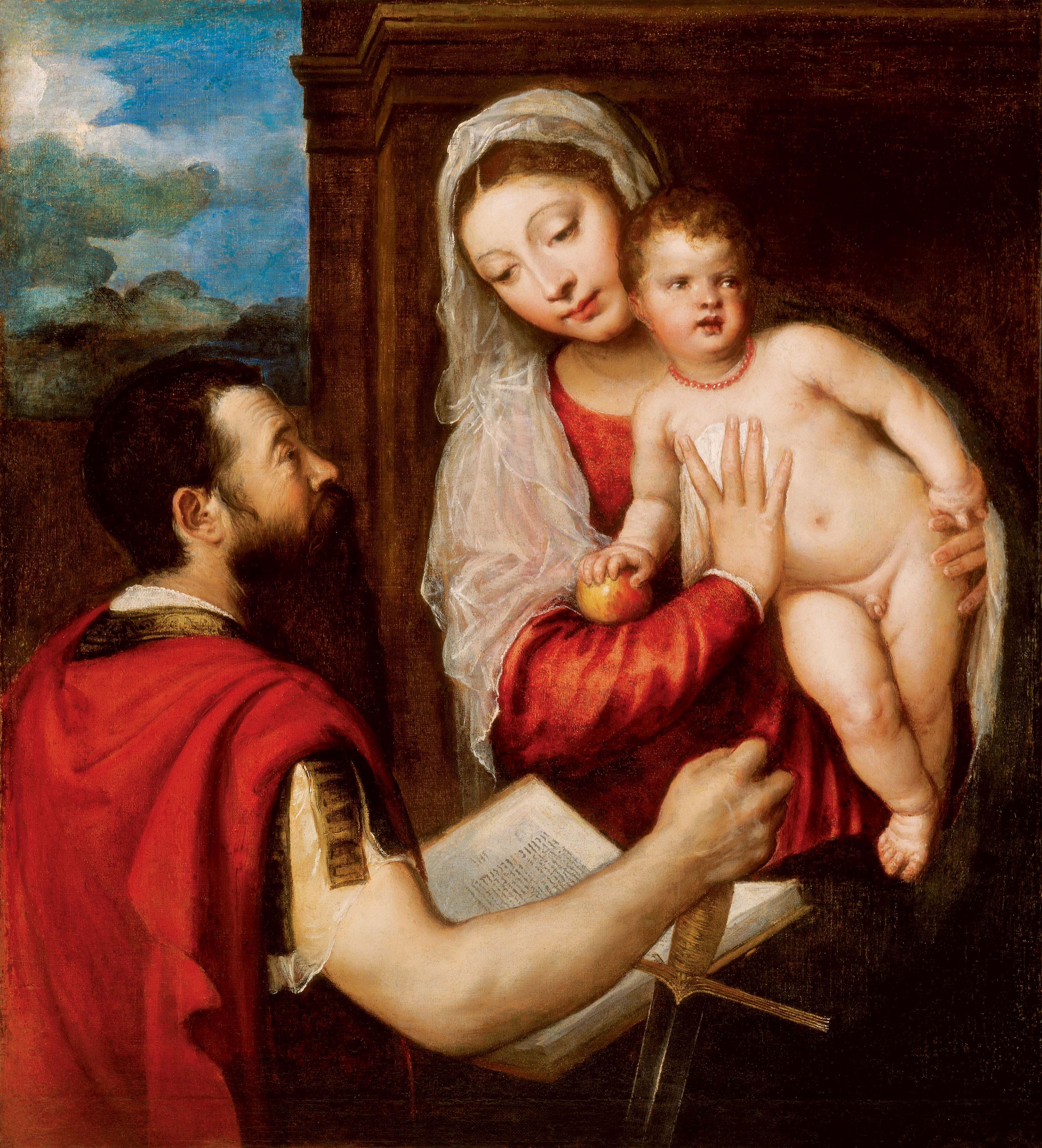
Tiziano Vecellio: Mária gyermekével és Szent Pállal

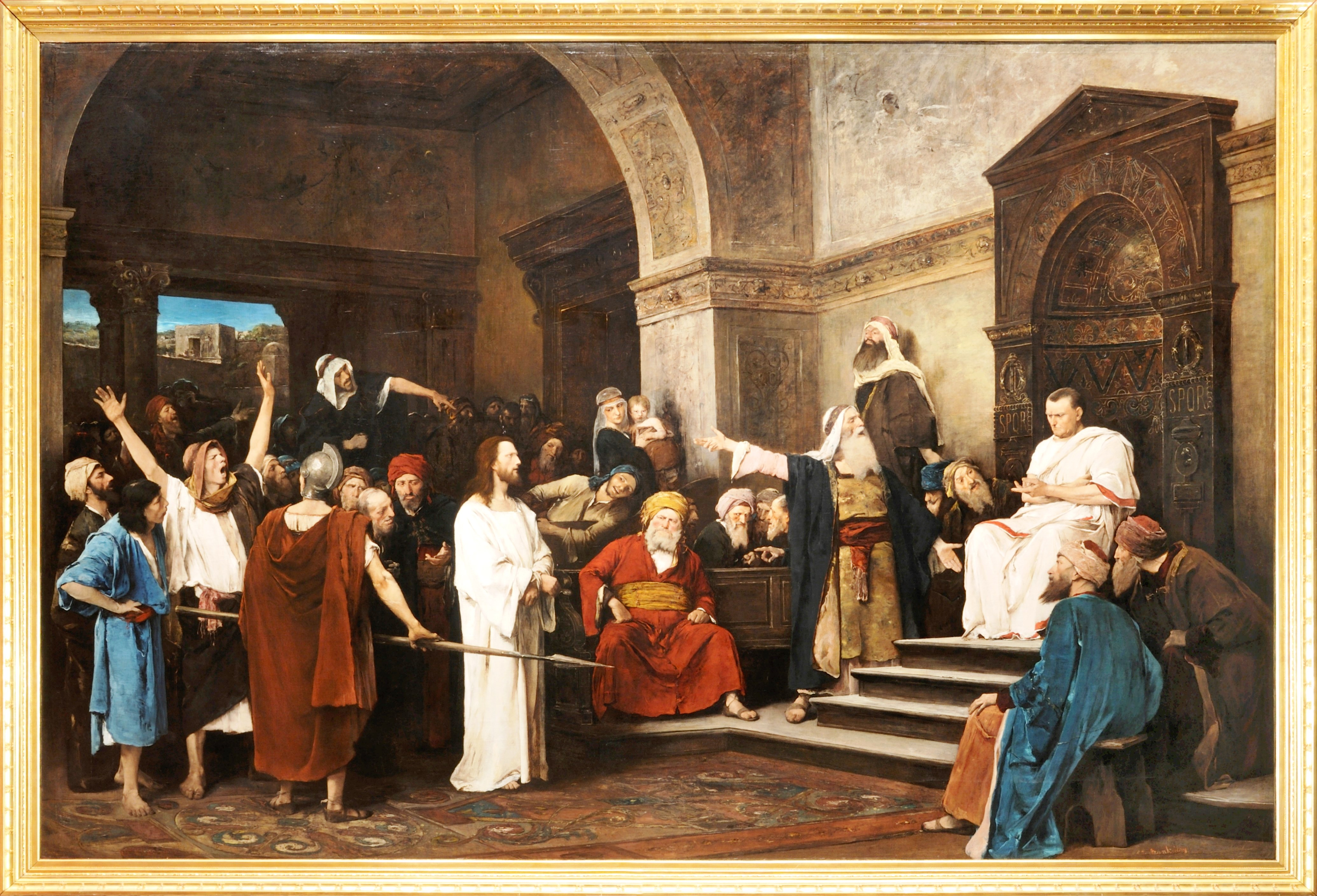
Munkácsy Mihály: Krisztus Pilátus előtt

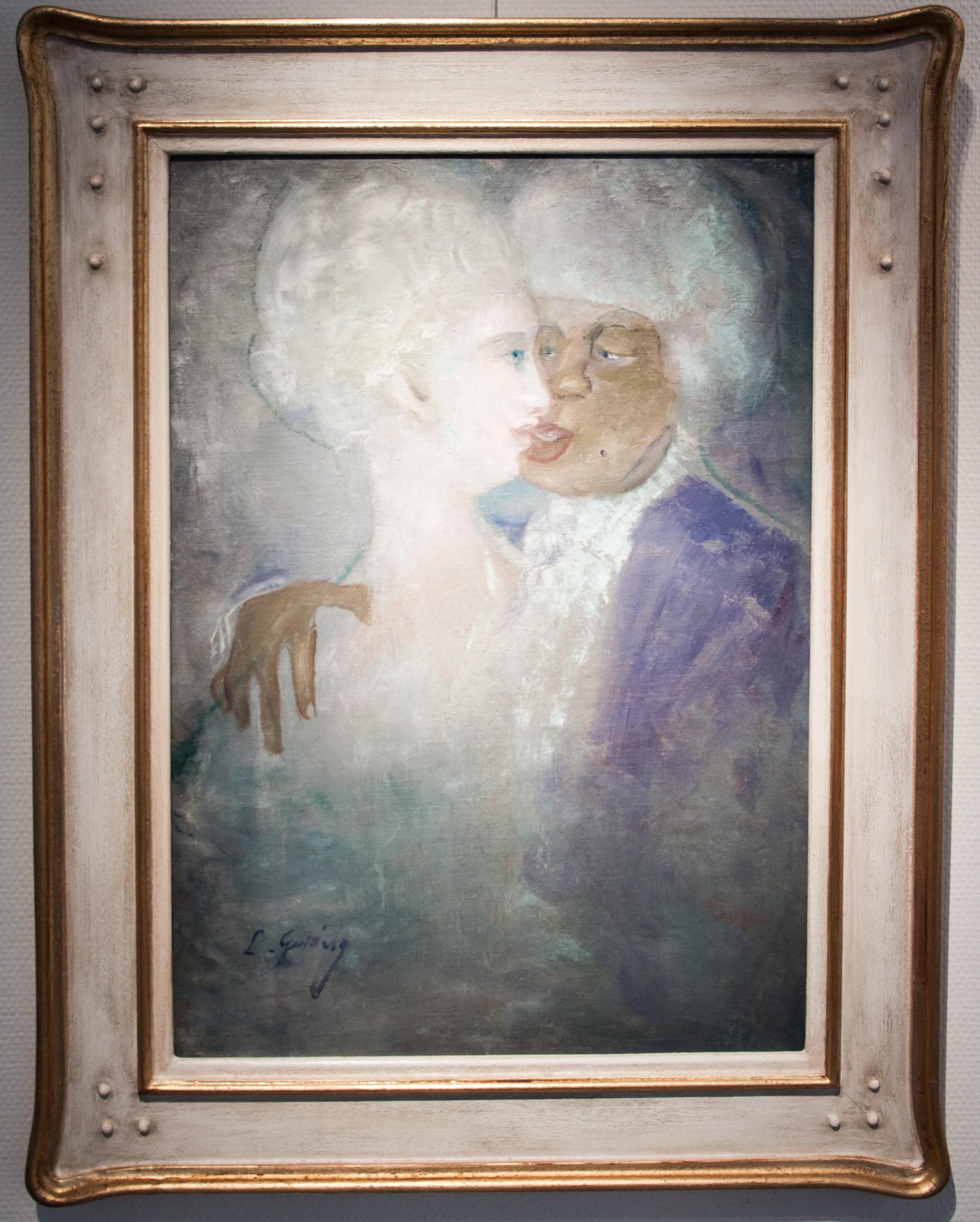
Gulácsy Lajos: A mulatt férfi és a szoborfehér asszony

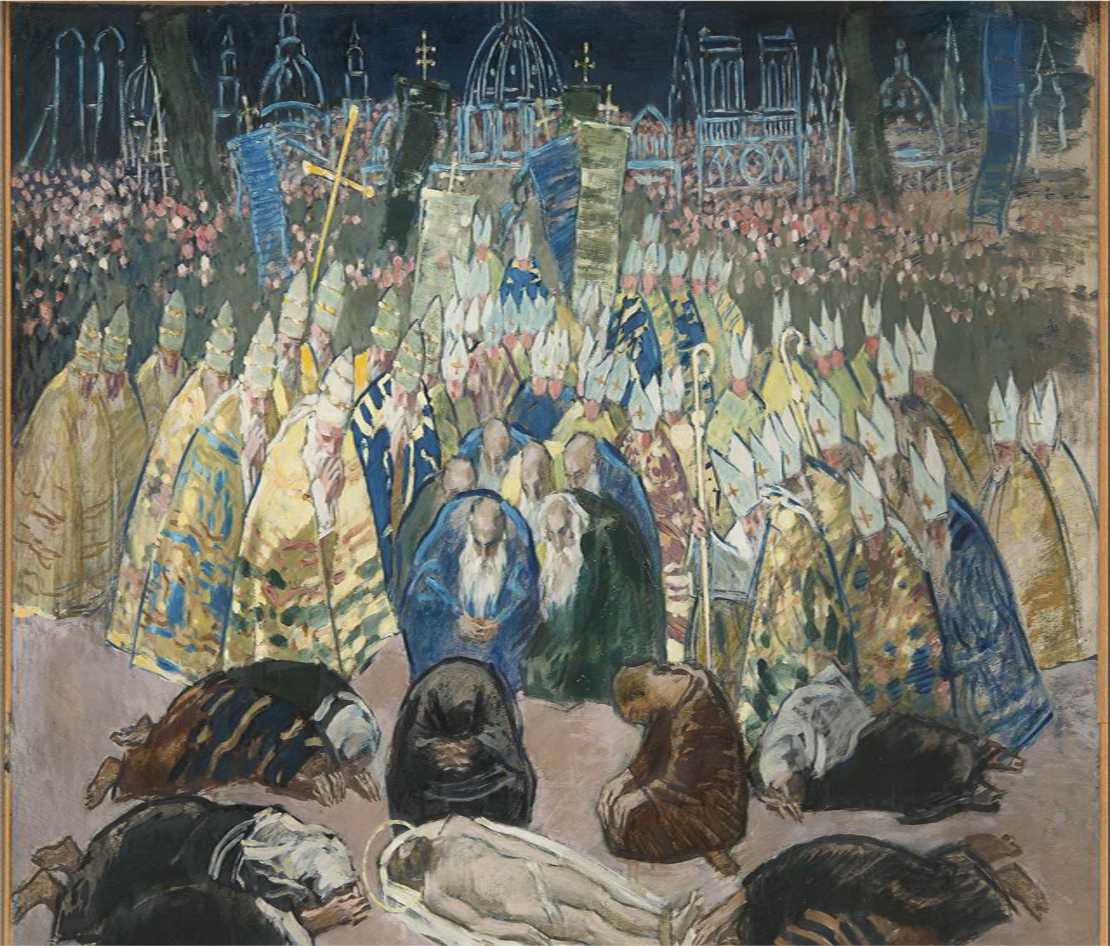
Vaszary János: Kereszténység

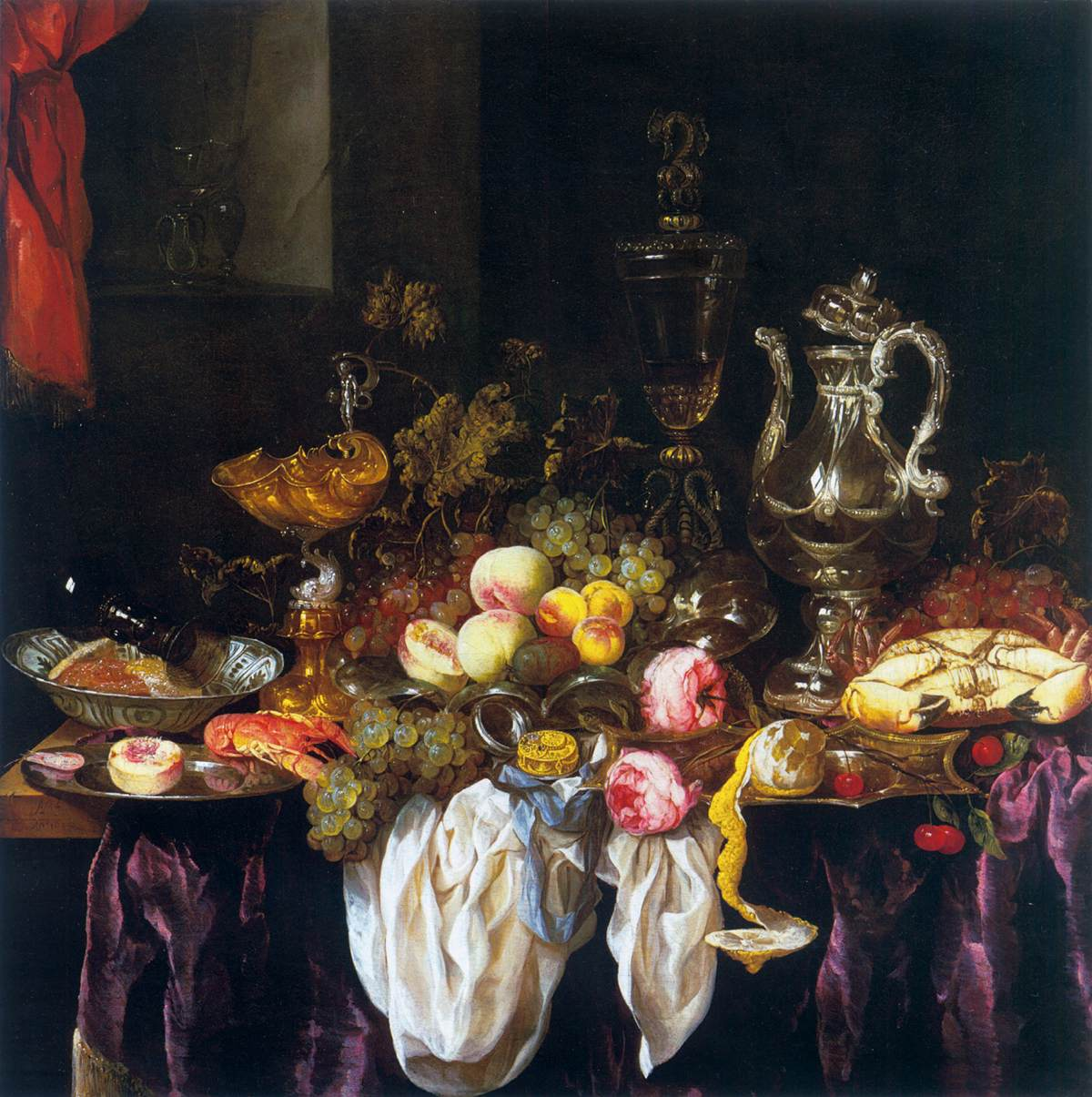
Abraham van Beijeren: Csendélet gyümölccsel, tenger gyümölcseivel és értékes edényekkel

Az Értéktár program a Magyar Nemzeti Bank műkincs-vásárlási projektje, melynek célja az elmúlt történelmi időszakokban külföldi tulajdonba került legfontosabb magyar vonatkozású műkincsek visszaszerzése Magyarország számára.

## Története
A jegybank elkötelezett a nemzeti értékek megőrzése iránt és – más országok központi bankjainak műkincsvásárlási tevékenységéhez hasonlóan – támogatja a kiemelkedő kulturális javak felkutatását és megőrzését, ezért 2014. január 16-án elindította az „Értéktár program” elnevezésű műkincs-vásárlási projektet.
A program megvalósítására 2018. december 31-ig 100 millió eurós (kb. 30 milliárd forintos) keretösszeg áll rendelkezésre.

## Működése
A program koordinálását és a megvásárolandó műkincsek kiválasztását végző Tanácsadó Testület vezetője Gerhardt Ferenc, a jegybank alelnöke; tagjai Baán László, a Szépművészeti Múzeum főigazgatója, Cselovszki Zoltán, az Iparművészeti Múzeum főigazgatója, Csorba László, a Magyar Nemzeti Múzeum főigazgatója, Mikó Zsuzsanna, a Magyar Nemzeti Levéltár főigazgatója, Nagy Mihály, az EMMI kultúráért felelős államtitkárságának főtanácsadója, valamint Árvai-Józsa Kitty művészettörténész.
A testület javaslata után a fenti nagy közgyűjtemények szakértői felmérik a tárgy eredetiségét és állapotát, értékelik a jelentőségét, majd következik az értékbecslés, melybe szükség esetén nagy nemzetközi aukciósházak szakembereit is bevonják. A vételi javaslatról az MNB igazgatótanácsa dönt.

## Műkincsek
2016 januárjáig az Értéktár program keretében az alábbi képek és gyűjtemények kerültek az MNB tulajdonába:
| Műtárgy, gyűjtemény                                                                              | Bruttó érték (Ft) | Megtekinthető               |
| ------------------------------------------------------------------------------------------------ | ----------------- | --------------------------- |
| Festmények:                                                                                      |                   |                             |
| Tiziano Vecellio: Mária gyermekével és Szent Pállal                                              | 4 500 000 000     | Magyar Nemzeti Galéria      |
| Gulácsy Lajos: A mulatt férfi és a szoborfehér asszony                                           | 42 000 000        | Magyar Nemzeti Galéria      |
| Vaszary János: Kereszténység                                                                     | 40 000 000        | Magyar Nemzeti Galéria      |
| Orbán Dezső: Nagy akt                                                                            | 65 000 000        | Magyar Nemzeti Galéria      |
| Munkácsy Mihály: Krisztus Pilátus előtt                                                          | 1 602 049 934     | Déri Múzeum, Debrecen       |
| Kövesi István festménygyűjteménye                                                                | 795 000 000       | Herman Ottó Múzeum, Miskolc |
| Abraham van Beijeren: Csendélet gyümölccsel, tenger gyümölcseivel és értékes edényekkel          | 120 000 000       | Magyar Nemzeti Galéria      |
| Egyéb gyűjtemények:                                                                              |                   |                             |
| Péterváry-hagyaték                                                                               | 59 000 000        | Dobó István Vármúzeum, Eger |
| Bachman Gábor: Építészeti és formatervezői gyűjtemény                                            | 55 000 000        | Szépművészeti Múzeum        |
| XIV-XVII. században Erdélyben vert ezüst tallérok – érmegyűjtemény                               | 1 100 000 000     | Magyar Nemzeti Múzeum       |
| A Szentendrei Szabadtéri Néprajzi Múzeum Erdélyi Tájegységének bemutatása                        | 300 000 000       | Szentendrei Skanzen         |
| Moholy-Nagy László korai alkotásainak és az életművéhez kapcsolódó dokumentumoknak a gyűjteménye | 50 000 000        | Magyar Nemzeti Galéria      |
| Klaniczay Júlia és Galántai György: Artpool Művészetkutató Központ 1965–1991 közötti gyűjteménye | 90 000 000        | Magyar Nemzeti Galéria      |

A műtárgyak fényképe és leírása az MNB honlapján megtalálható.